# Белёв
Белёв — город в России, административный центр Белёвского района Тульской области. Расположен на левом берегу Оки, в 114 км к юго-западу от Тулы. Образует одноимённое муниципальное образование город Белёв со статусом городского поселения как единственный населённый пункт в его составе. Население — 12 382 человека (2024).

## География
Расположен на левом берегу Оки, в 114 км к юго-западу от Тулы, в 105 км к югу от Калуги и в 101 км к северу от Орла на пересечении автодорог Р92 и Р139.

## Этимология
Согласно основной версии, название города — гидроним, возможно, из русского диалектного белев — «светло-серая супесь; подзолистая почва», то есть характеризует цвет грунта дна или берегов водотока. Другие исследователи производят название города от слов «белый», «белизна», «бель», утверждая, что «белый» в древнеславянском означает «чистый» «ясный». Слово «бел» использовалось для определения вещей, мест, городов, рек, озёр и явлений природы. В контексте города Белёва ясной и прозрачной, пригодной к питью была вода из реки в самом городе, названной Белёвкой. По ещё одной версии название Белёв пошло от белки, но не потому, что здесь охотились на неё, — такая охота могла происходить где угодно, а от того, что здесь собирали дань беличьими шкурками для отправления в столицу хазар. Также существует легенда о том, что когда-то в здешних лесах жил пустынник, который ходил за водой к ручью. Всякий раз, в любое время и в любом месте на другой стороне ручья его встречал ужасного вида зверь — лев. Отсюда потом и произошло название города, построенного на берегу этого ручья.

## История

### Древняя история
Предположительно, укреплённый ремесленно-торговый центр на месте Белёва возник в VIII—IX веках. Начало истории городского поселения относится к IX—X векам, когда, по данным археологов, на его нынешней территории на берегу Оки существовало несколько поселений вятичей. Древнейшее городище, называемое в документах «старым городищем», находилось на правом берегу белёвского оврага, на холме над устьем реки Белёвки, при впадении её в Оку.
Город Белёв упоминается первый раз в Ипатьевской летописи в 1147 году в связи с междоусобной борьбой Святослава Ольговича и его союзника Юрия Долгорукого с киевским великим князем Изяславом Мстиславичем и его союзниками Давидовичами. В летописи указано:
Выбегоша посадничи Володимери Изяславли из Вятич из Бряньска из Мченьска и из Белёва и оттуда иде Девягорьску…

### Удельный период
В XII веке город принадлежал черниговским князьям. После смерти в Орде князя Михаила Черниговского в 1246 году Глухово-Новосильские земли, включая Белёв, перешли к его младшему сыну Семёну Михайловичу. Один из его правнуков, Роман Семёнович Новосильский, отдал Белёв в удел своему старшему сыну Василию Романовичу, который стал первым князем Белёвским ещё при жизни своего отца в первой четверти XV века. Полноводная река и дороги содействовали развитию ремёсел и торговли, что вело к увеличению города.
С XIII века в летописях появляются упоминания о белёвской крепости, которая стала ядром княжеского Белёва. Крепость эта была мысового типа, её окружал земляной вал с деревянной стеной, отделённой рвом от посада. Наличие острожного вала и рва вдоль княжеского детинца подтверждается и жалованными грамотами XVII века. Не имея возможности выжить самостоятельно между более сильными соседями, княжество периодически вступало в союз то с Московским княжеством, то с Великим княжеством Литовским. Вассальная зависимость и непрекращающиеся набеги татар принуждали князей к укреплению города в XIV—XV веках.
В это же время Белёв упоминается в летописи в связи с разрушительным событием 1437 года, когда хан Улу-Мухаммед был изгнан из Золотой Орды. Он просил Московского князя о пребывании на его земле, чтобы собрать силы и вернуться в Орду. Василий Васильевич Тёмный приказал принять хана как гостя, и отдал ему для проживания Белёв. Улу-Мухамед успел построить у города ледяную крепость. Москве показалось, что хан хочет укрепиться и захватить город, и в Белёв было отправлено сорокатысячное войско, но из-за предательства в русском стане и при поддержке Литвы русские войска были разбиты. После победы Улу-Мухаммед сжёг город и разорил его до основания. Нападения и грабежи крымских татар в Белёве произошли также в походы 1507, 1512 и 1544 годах.
Белёвские князья восстановили город, а в XV веке при князе Иване Васильевиче Белёв окончательно попал под власть Москвы. До смерти Ивана III белёвские князья чеканили свои деньги, но, по его духовной грамоте, удельные князья были лишены такого права. В начале XVI века Белёв становится одним из опорных пунктов в системе обороны Московского царства. Напротив старой княжеской крепости-детинца и примыкающего к ней посада была построена новая хорошо укреплённая крепость. Белёвские князья участвовали в военных походах Василия III в 1512 году на Угру и в 1513 году на Смоленск. В 1536 году неподалёку от Белёва под селом Темрянь воеводой Семёном Лёвшиным, предком Василия Лёвшина, было успешно отражено нападение крымских татар.
В XVI веке в Белёвской крепости был построен воеводский дом, канцелярия и тюремная изба. Бо́льшую часть населения города составляли служилые люди, жившие в слободе.

### Русское царство
Во время реформ Ивана Грозного Белёв был в числе 27 городов с волостями, забранных в опричные земли. В 1558 году Иван Грозный выслал Белёвского князя Ивана Ивановича в Вологду, где тот скончался. На нём прервался род Белёвских князей, а княжество перестало существовать. К тому моменту все слободы уже входили в посад, поэтому территория Белёва увеличилась в несколько раз.
Со второй половины XVI века Белёвская крепость стала входить в засечную черту на южных окраинах Русского государства. В самом в городе часто менялись наместники, а население беднело. С 1558 по 1561 год Белёв с уездом был в кормление волынского магната Дмитрия Вишневского. Привилегированным положением пользовались монастыри, которым набожный Иван Грозный жаловал земли, людей и привилегии. В 1563 и в 1566 годах, приезжая осматривать рубежи, царь побывал в Белёвской крепости и Спасо-Преображенском монастыре, который получил исключительное право на переправу через Оку и на ловлю рыбы в районе Белёва. Царь также обязал игуменов монастыря поминать вседневно белёвских князей, а в день их смерти служить соборно и раздавать милостыню.
В 1606 году разные слои жителей Белёва присоединились к восстанию Ивана Болотникова. После появления Лжедмитрия II Белёв с несколькими другими городами признали его царём. Василий Шуйский, занявший московский престол в 1606 году, объявил город мятежным и направил туда войска. В 1611 году, при отступлении Лжедмитрия II, который сжигал на своём пути все города, в помощь Белёву было направлено более 2000 воинов из московского ополчения, чтобы сохранить город как крепость, часть оборонительного рубежа страны. Продолжавшиеся после Смуты польские набеги побудили произвести укрепление юго-западных рубежей. Белёвская крепость была усилена втрое, а весь бывший княжеский кремль занял Спасо-Преображенский монастырь.
Во второй половине XVII века через Белёв была проложена дорога на Украину, появилось первое почтовое отделение и был проведён водопровод с деревянными трубами:82.
В конце XVII века происходила реорганизация вооружённых сил Русского царства. Военные, составлявшие значительный слой населения Белёва, прекратили квартировать в городе, и армия стала располагаться в специально организованных частях вне города. Многие жители того времени занимались маркитантством — обеспечением армии. При этом большие обороты давала торговля солью, хлебом, металлом, деревом и мехами.

### Российская империя

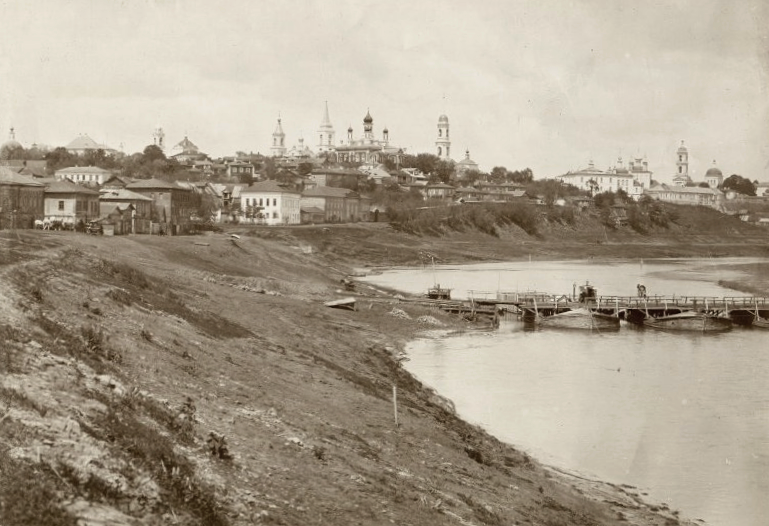
Общий вид города, конец XIX в

Следующий этап развития Белёва в XVIII веке при Петре I, когда внешние оборонные рубежи государства расширились и город оказывается в глубоком тылу страны. Помимо судоходной реки здесь прошли почтовые тракты в Москву и в Малороссию, появились постоялые дворы и харчевни. В 1719 году остатки крепости, которая потеряла былое значение из-за продвижения рубежей государства на юг, были уничтожены большим пожаром и больше не восстанавливались. В том же году по указу Петра I Белёв и его уезд отнесены к Орловской провинции Киевской губернии. В 1722 году открыт Белёвский городовой магистрат, заменивший Земскую избу и ведавший управлением и судом над посадским населением. В 1727 году Белёв и его уезд в составе Орловской провинции вошли в Белгородскую губернию, выделившуюся из Киевской. В 1761 году при Спасо-Преображенском монастыре была открыта «Русская школа», положившая начало духовному образованию в Белёве. В 1770-е годы возросло производство и переработка сырья для дальнейших поставок в Москву, Санкт-Петербург, Ригу и Нижний Новгород.
В 1777 году Белёв стал уездным городом Белёвского уезда Тульского наместничества, а с 1796 года — Тульской губернии. По жалованной грамоте городам от 21 апреля 1785 года в Белёве учреждена Городская шестигласная Дума, а первым городским головой избран белёвский 1-й гильдии купец И. Г. Дорофеев. К концу XVIII века Белёв стал вторым по величине городом губернии, а население на четыре пятых стало состоять из купцов и мещан. Если в начале XVIII века в Белёве не было ни одного каменного строения, то к 1770-м годам 10 из 15 церквей города уже каменные, также появились три каменные часовни и каменные гражданские постройки на посаде. В 1778 году появился герб города, составленный ещё в начале XVIII века графом Францем Санти на основе сведений, присланных о Белёве из провинциальной канцелярии. В доношении сообщалось о большом пожаре, случившемся незадолго до отсылки сведений о городе, пожар уничтожил «посацких людей многие дворы», а также «замок рубленый весь сгорел». Возможно поэтому на гербе Белёва появилось пламя.
В 1779 году был составлен и утверждён новый генеральный план застройки города с регулярной системой широких прямых улиц, воплощение которого велось последующие сто лет. Во второй половине XIX века Белёв стал центром торговли и переработки многих сельскохозяйственных продуктов. Мимо него по Оке в год проходило 1500 судов и около 50 отправлялись из самого города. Население Белёва к тому времени составляло 6 тысяч жителей, из которых 5 тысяч — купцы и мещане. В городе было построено более ста каменных домов, в том числе больница, богадельни, четыре учебных заведения, театр и библиотека. В 1799 году по указу Павла I образована Тульская епархия, а Белёв возведен в степень второго кафедрального города епархии.
4 мая 1826 года в Белёве, проездом из Таганрога, скончалась русская императрица Елизавета Алексеевна, супруга императора Александра I. Сейчас в здании, где скончалась императрица, расположен районный отдел полиции. 4 мая 1829 года во время путешествия на Кавказ через Белёв проезжал Александр Пушкин. 19-20 июля 1837 года во время путешествия по России в Белёве останавливался наследник престола цесаревич Александр Николаевич, будущий император Александр II.
27 декабря 1858 года в городе открыта первая в Тульской губернии уездная публичная библиотека им. В. А. Жуковского. Темпы развития города сильно замедлились в 1860-е годы, когда экономический потенциал перешёл к городам, находящимся на пути следования построенной железной дороги из Москвы в Курск, миновавшей Белёв. Несмотря на это, город оставался вторым в губернии в промышленном отношении. Белёв, наряду с Тулой, был городом с ремесленными объединениями, где насчитывалось семь ремесленных цехов: кузнечный, столярный, пенькотреповный, портновский, сапожный, калачный и иконописный. В 1888 году крупный промышленник и купец Амвросий Прохоров открыл в Белёве производство слоёной белёвской («прохоровской») пастилы В то же время получил распространение народный промысел белёвское кружево — плетение на коклюшках. Также город известен своей яблочной пастилой, изготавливаемой из печёных яблок сорта «Антоновка» с 1888 года. Пастилу изготавливают как кустарным методом местные жители, так и производят промышленным методом.
В 1899 году через город прошла ветка Смоленской железной дороги. К началу XX века в городе работало пять заводов, имелась паровая мельница, 16 учебных заведений, водопровод и 20 км мощёных дорог. В 1910 году в Белёве открылся «Музей учебно-наглядных пособий» (сейчас — «Художественно-краеведческий музей им. П. В. Жуковского». Основа его коллекции — предметы, приобретённые на проходившей в городе сельскохозяйственной выставке и выставке учебно-наглядных пособий. Первым попечителем музея стал Павел Жуковский — сын поэта Василия Жуковского, родившегося недалеко от Белёва.

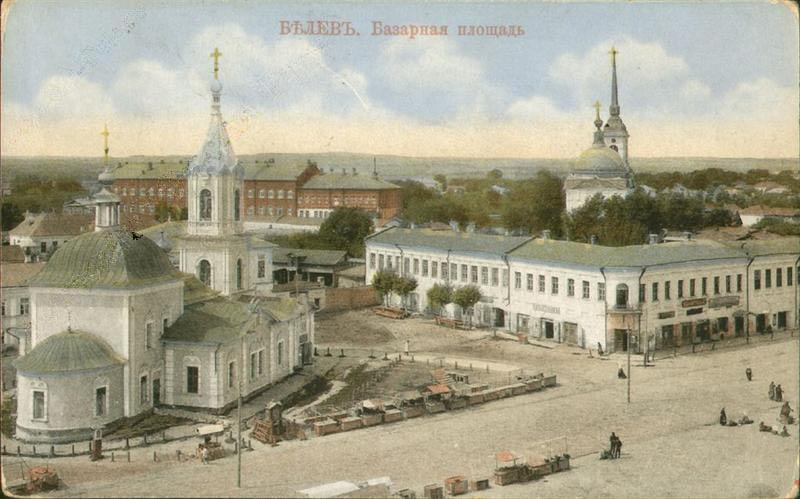
Базарная площадь
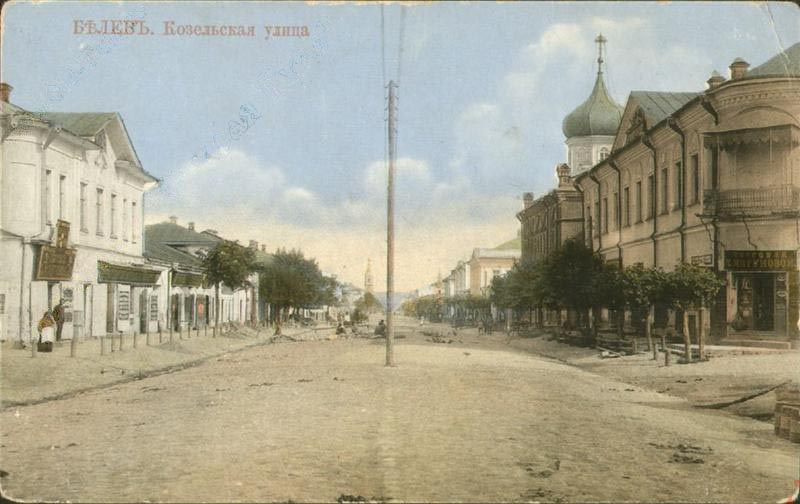
Козельская улица
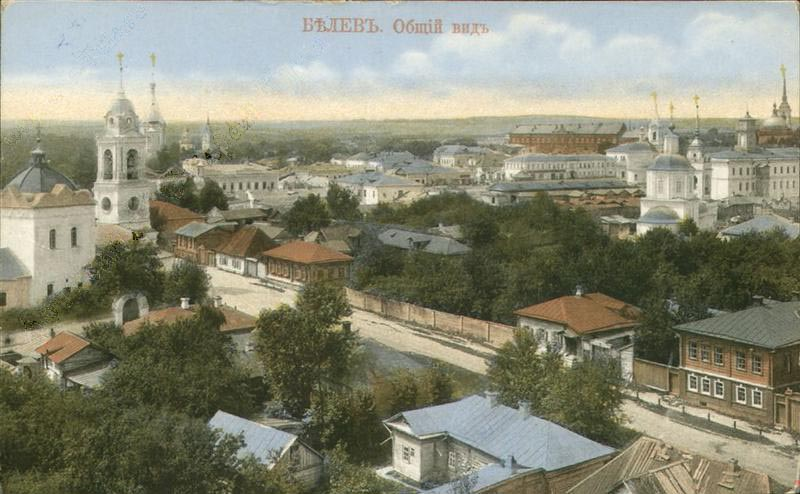
Общий вид города

### Советский период
Советская власть в Белёве и уезде установилась в конце 1917 — начале 1918 года. Было распущено Учредительное собрание и создан Белёвский уездный комитет РКП(б). В первые годы советской власти частыми были контрреволюционные выступления и кулацкие бунты. В последующие годы в Белёве была переименована большая часть дореволюционных названий улиц. Большая Козельская улица, проходившая через весь город, стала улицей Карла Маркса, Большая Калужская улица — Советской, Егорьевская (Георгиевская) улица — Ленина, Мироносицкая улица — Первомайской и т. д. В 1924 году город стал центром образованного Белёвского района.
24 октября 1941 года Белёв был оккупирован немецко-фашистскими войсками. Были уничтожены промышленность, сельское хозяйство, учреждения культуры, жилые дома и больницы, предприятия коммунального обслуживания, а городской парк был вырублен на дрова. 31 декабря 1941 года Белёв был освобожден, однако линия фронта проходила лишь в 8-10 километрах от города. Весной 1942 бои под Белёвом в рамках Болховской операции были одними из самых ожесточённых в Тульской области, за время которой погибло более 12 тысяч человек. Наступление закончилось неудачно и в советской историографии не упоминалось. После войны началось восстановление города, появлялись новые предприятия тяжёлой, легкой и пищевой промышленности.
В середине XX века были разрушены многие памятники истории и архитектуры, среди которых больше всего пострадали храмы. В 1970 году Белёв был включён в число городов-памятников, в связи с чем началась реставрация некоторых храмов, но большая часть так и не была завершена.
В 1986 году Белёв и окрестности попали в зону радиоактивного загрязнения после аварии на Чернобыльской АЭС.

### Современность
Основные городские предприятия, построенные в советское время, были закрыты в 1990-е годы. Финансовые потоки не попадали в бюджет городов, происходило обветшание строений, как бывших промышленных комплексов, так и жилых, и культурных. Происходил отток населения, ощущалась нехватка квалифицированных кадров.
В 2005 году был утверждён герб Белёвского района, за основу которого был взят исторический герб Белёва XVIII века.
7 мая 2014 года в честь 69-летия победы в Великой Отечественной войне в сквере Памяти был зажжён Вечный огонь, частички которого были привезены со всех уголков Тульской области, а также из Москвы. 4 декабря 2015 года городу Белёву присвоено почётное звание «Город воинской доблести».
Ключевыми проблемами города остаются низкий уровень материально-технической базы образовательных учреждений, недостаточное техническое обеспечение лечебных учреждений города современной медицинской и оргтехникой, устаревание материально-технической базы отрасли культуры, нехватка высококвалифицированных специалистов.

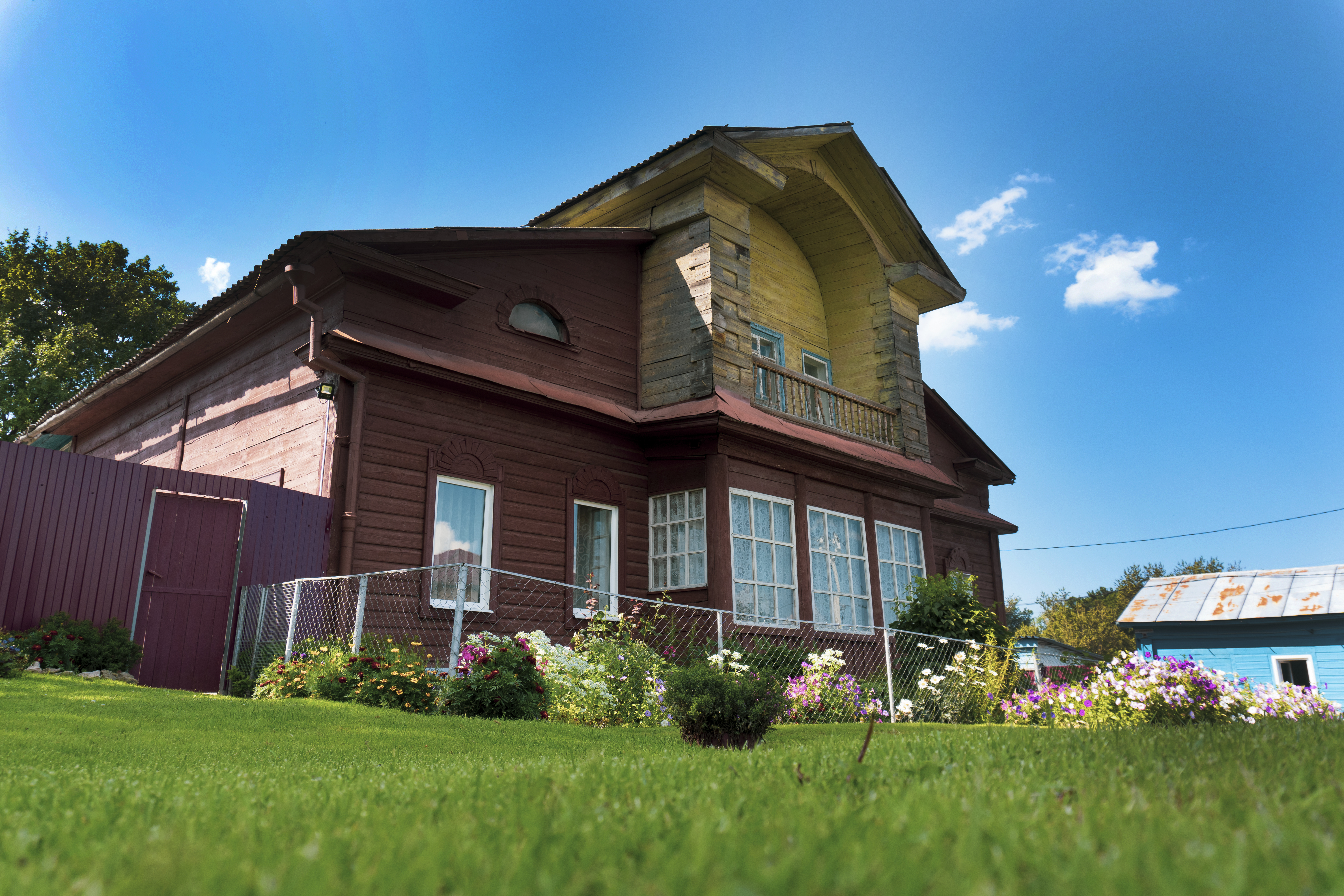
Дом Пастуховых
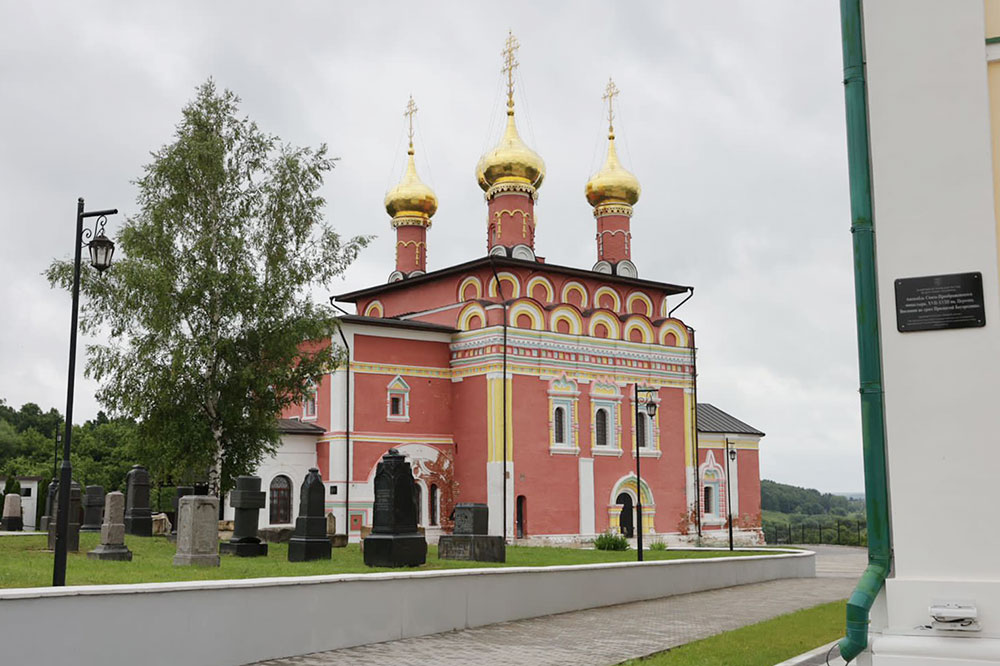
Спасо-Преображенский собор
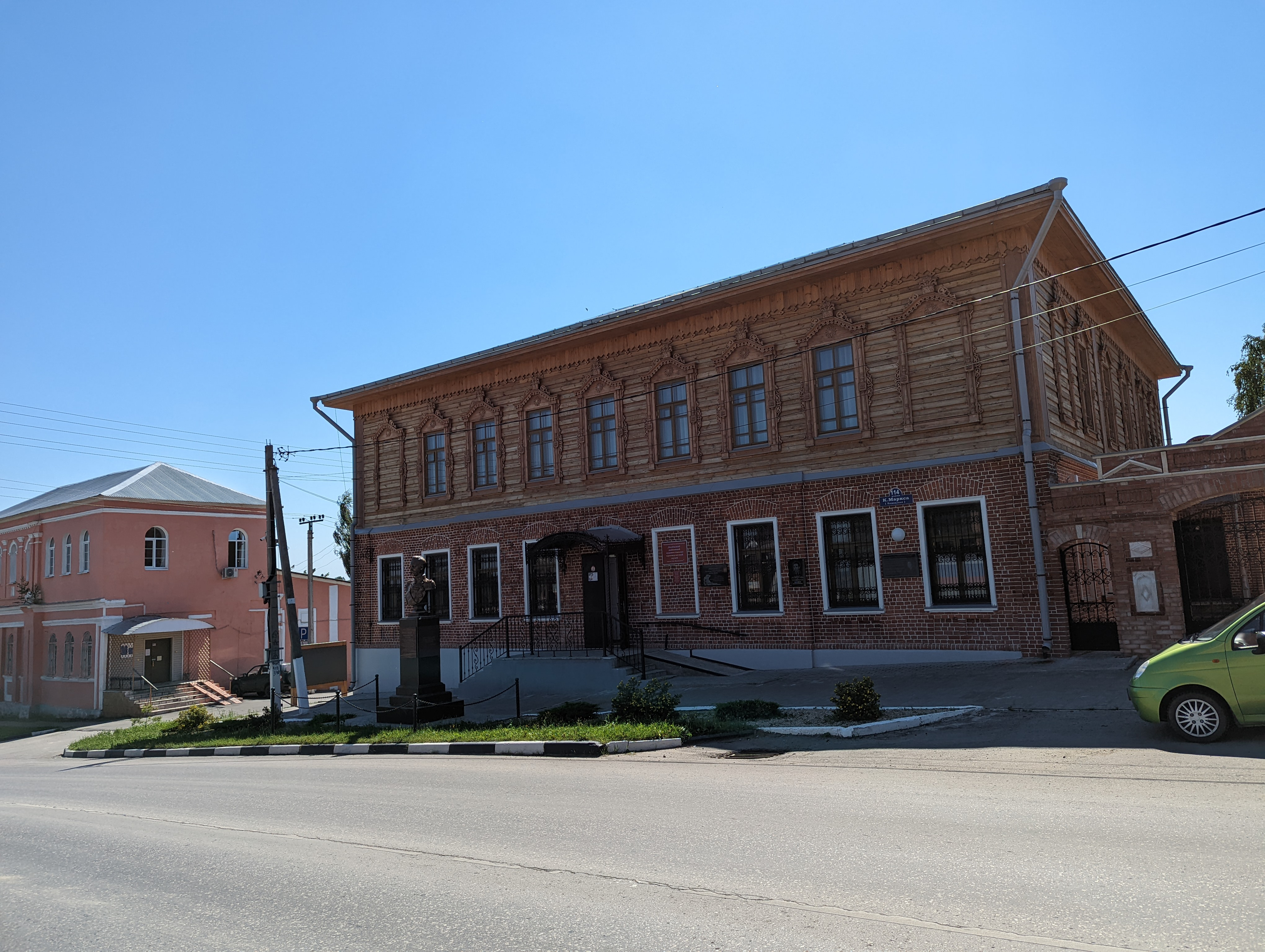
Усадьба купца Рыжкова

## Население
| 1856    | 1897    | 1913    | 1926    | 1931    | 1939    | 1959    | 1967    | 1970    |
| ------- | ------- | ------- | ------- | ------- | ------- | ------- | ------- | ------- |
| 7700    | ↗9600   | ↗11 700 | ↗12 800 | ↗13 900 | ↗17 602 | ↘17 153 | ↘17 000 | ↗17 733 |
| 1979    | 1989    | 1992    | 2000    | 2001    | 2002    | 2003    | 2005    | 2006    |
| ↗17 971 | ↗18 345 | ↘18 000 | ↘17 200 | ↘16 900 | ↘16 083 | ↗16 100 | ↘15 300 | ↘15 000 |
| 2010    | 2011    | 2012    | 2013    | 2014    | 2015    | 2016    | 2017    | 2018    |
| ↘13 918 | ↘13 900 | ↘13 731 | ↘13 575 | ↘13 434 | ↗13 448 | ↗13 461 | ↘13 362 | ↘13 180 |
| 2019    | 2020    | 2021    |         |         |         |         |         |         |
| ↘12 927 | ↘12 597 | ↗12 746 |         |         |         |         |         |         |

На 1 января 2025 года по численности населения город находился на 847-м месте из 1124 городов Российской Федерации.
Национальный состав
По итогам переписи населения 2020 года проживали следующие национальности (национальности менее 0,1 % и другое см. в сноске к строке «Другие»):
| Национальность | Численность, чел. | Доля     |
| -------------- | ----------------- | -------- |
| Русские        | 11 870            | 92,40 %  |
| Азербайджанцы  | 75                | 0,58 %   |
| Украинцы       | 53                | 0,41 %   |
| Даргинцы       | 52                | 0,40 %   |
| Армяне         | 52                | 0,40 %   |
| Таджики        | 26                | 0,20 %   |
| Грузины        | 23                | 0,18 %   |
| Цыгане         | 20                | 0,16 %   |
| Другие         | 675               | 5,27 %   |
| Итого          | 12 846            | 100,00 % |

## Экономика

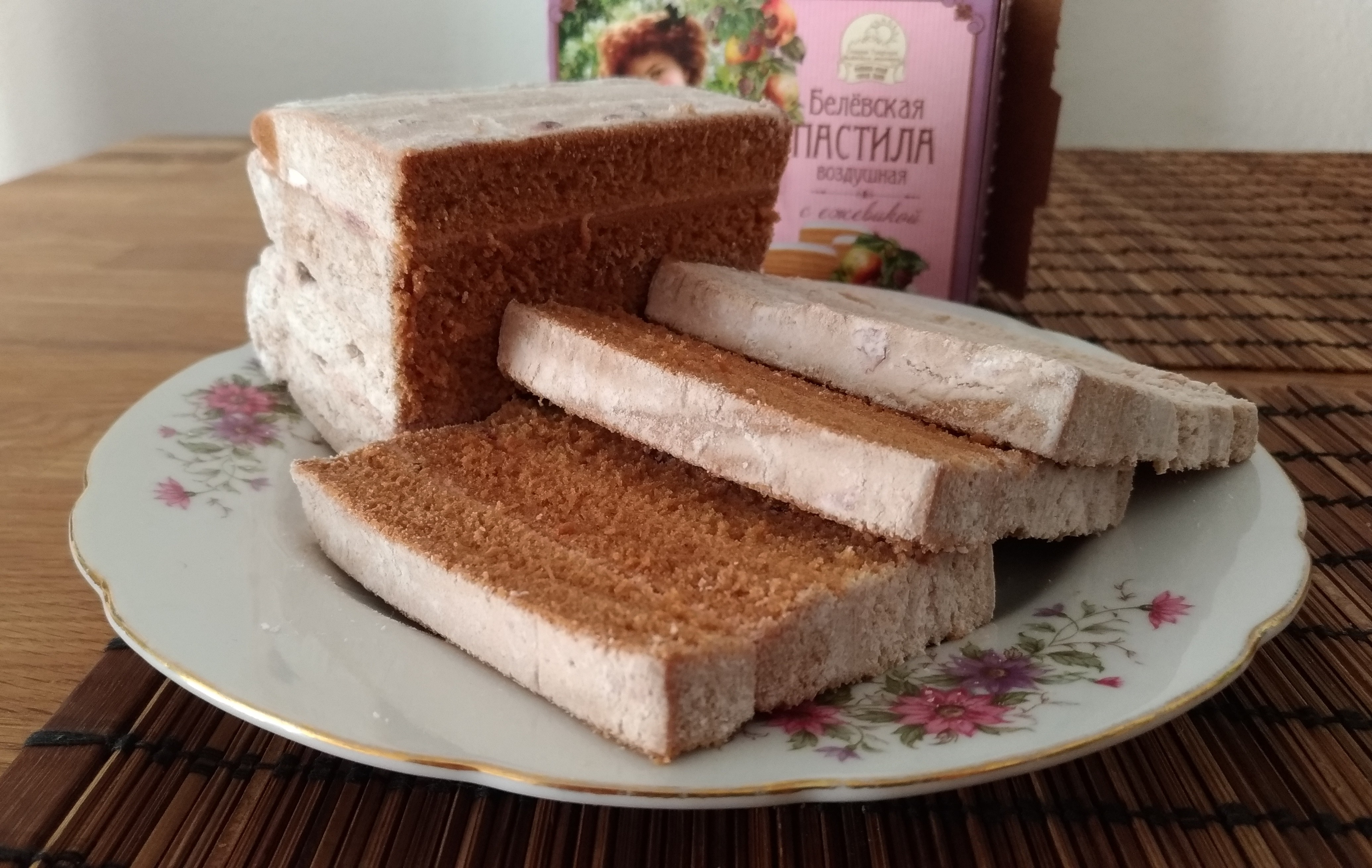
Белёвская пастила

Крупнейшими промышленным предприятием города является завод по изготовлению огнетушителей, тормозных цилиндров и другого оборудования для железнодорожного транспорта «Трансмаш», созданный в 1973 году. В Белёве функционируют текстильная компания «Атлас-Тэкс», Белёвский консервный завод, Белёвский хлебозавод, а также более 100 малых предприятий и более 400 индивидуальных предпринимателей.
Город известен белёвской пастилой, изготавливаемой из печёных яблок сорта «Антоновка» с 1888 года. Пастилу изготавливают как кустарным методом местные жители, так и производят промышленным методом на предприятиях «Белёвские сладости», «Старые традиции» и «Белёвская мануфактура».

## Связь

### Интернет
- ПАО «Ростелеком» предоставляет услуги через ADSL по телефонной линии, а также через FTTx по оптоволоконной.

### Сотовая связь и мобильный интернет
- «Билайн» (2G, 3G, 4G)
- «МТС» (2G, 3G, 4G)
- «Tele 2» (2G, 3G, 4G)
- «YOTA» (2G, 3G,4G)
- «Мегафон» (2G, 3G, 4G)
- «Ростелеком» (2G, 3G, 4G)

## Транспорт
Грузовая железнодорожная станция (с 1 января 2016 года пассажирское движение по ней полностью закрыто). Ближайшая пассажирская железнодорожная станция находится в городе Козельске (Калужская область).
Имеется автобусное сообщение с Москвой, Тулой, Орлом.
Существует один внутригородской автобусный маршрут: от АЗС (автозаправочной станции у въезда в город со стороны Тулы) до деревни Жуково, примыкающей к черте города. Маршрут проходит по улице Карла Маркса до её пересечения с улицей Рабочая, сворачивает на неё и следует до пересечения с улицей Пролетарская. Затем маршрут предусматривает заезд к сберкассе (на улицу Советская) и после этого следует далее по улице Рабочая до Жуково с заездом по улице Мира к городской больнице.

## Туризм

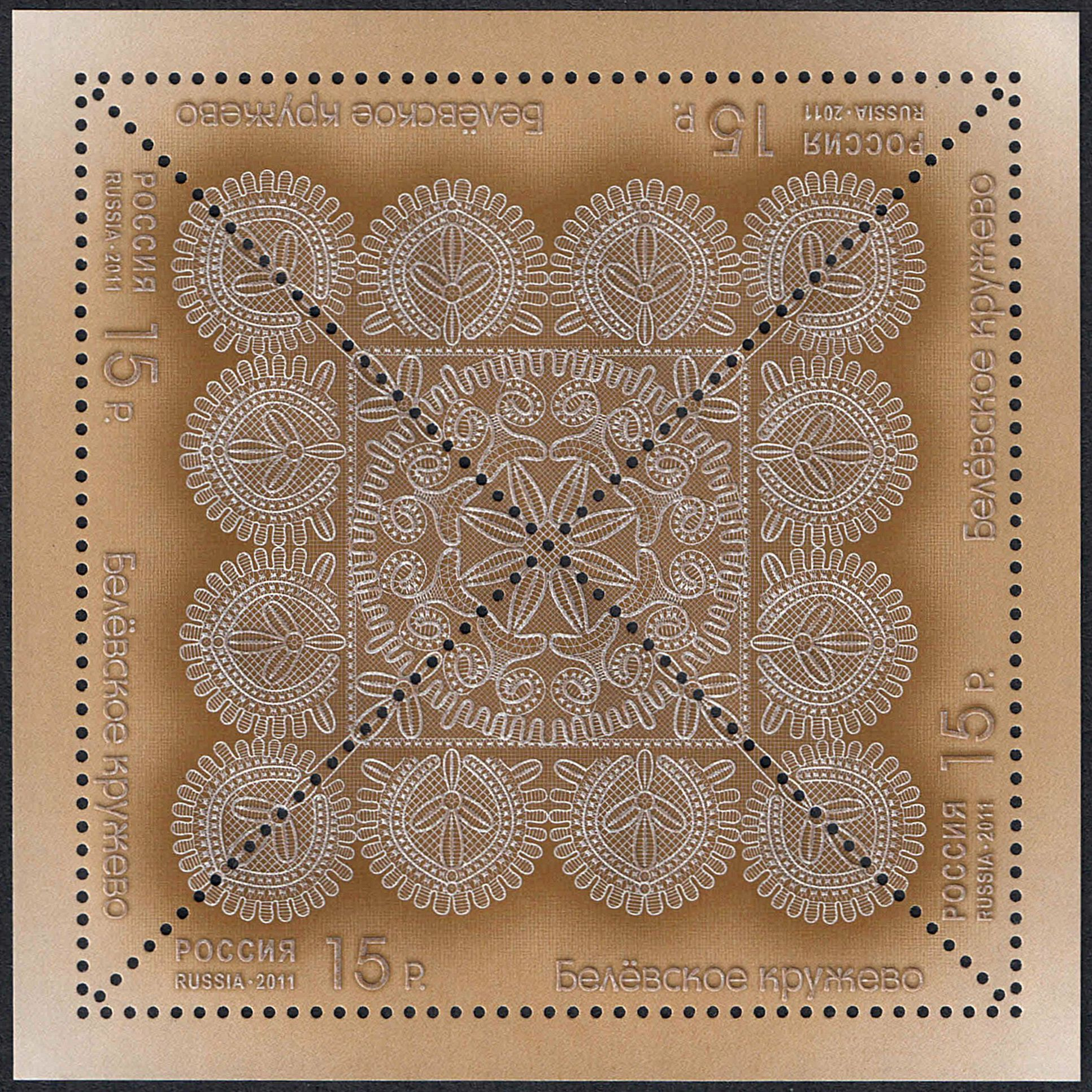
Почтовая марка России, с изображением белёвского кружева

Белёв славится рядом брендов: белёвской пастилой, кружевом и пряником с яблочной начинкой. Из них наиболее известна белёвская пастила, которая входила в Национальный рейтинг туристических брендов в 2017 и 2018 году, а также входит в список «ТОП-1000 локальных культурных туристических брендов России». Белёвские кружева все ещё изготавливаются отдельными местными мастерицами, однако этот факт скорее свидетельствует о передаче и сохранении традиции, чем о наличии промысла.
В городе работают художественно-краеведческий музей им. Жуковского (долгие годы которым руководил почётный гражданин города Белёва, краевед — Николай Дмитриевич Жиляев), фабрика-музей «Дом традиций», где можно поучаствовать в приготовлении белёвской пастилы и познакомиться с процессом создания белёвских кружев. Центральную часть Белёва заполняет застройка XVIII—XIX веков.
Белёв известен старинными православными монастырями, среди которых мужской Спасо-Преображенский монастырь (XVII—XIX века) и женский Крестовоздвиженский монастырь (XVII век). В 7 км от города расположен действующий мужской монастырь Святого Макария Жабынского.
В сфере размещения в городе функционирует дом паломника при монастыре и две гостиницы — «Старый город» и «Bellhotel».
Наиболее яркими фестивалями города являются гастрономический фестиваль «Яблочное чудо» и межприходской фестиваль колокольного звона «Белёвский перезвон».

## В культуре
В Белёве и его окрестностях происходит действие бо́льшей части глав романа П. Романова «Русь».
По мотивам народных преданий Белёва и его окрестностей М. Пришвин написал рассказы «Крутоярский зверь», «Птичье кладбище».
На территории района были сняты фильмы «Огненное детство» (1976) и «Имя» (1988).

## Интересное
В августе 2013 года Международный астрономический союз дал название «Белёв» (Belyov) 180-метровому кратеру на Марсе, неподалёку от которого были найдены элементы спускаемого аппарата Марс-3.

## Известные уроженцы
- Зинаида Гиппиус (1869—1945) — поэтесса и писательница, драматург и литературный критик[51].
- Владимир Дорофеев (1950—2022) — футболист, нападающий, известен игрой за ЦСКА в 1970-х годах.
- Альберт Чаркин (1937—2017) — скульптор и педагог, член Президиума Российской академии художеств.
- Алексей Осипов (род. 1938) — учёный-богослов, педагог и публицист.